# 24/7

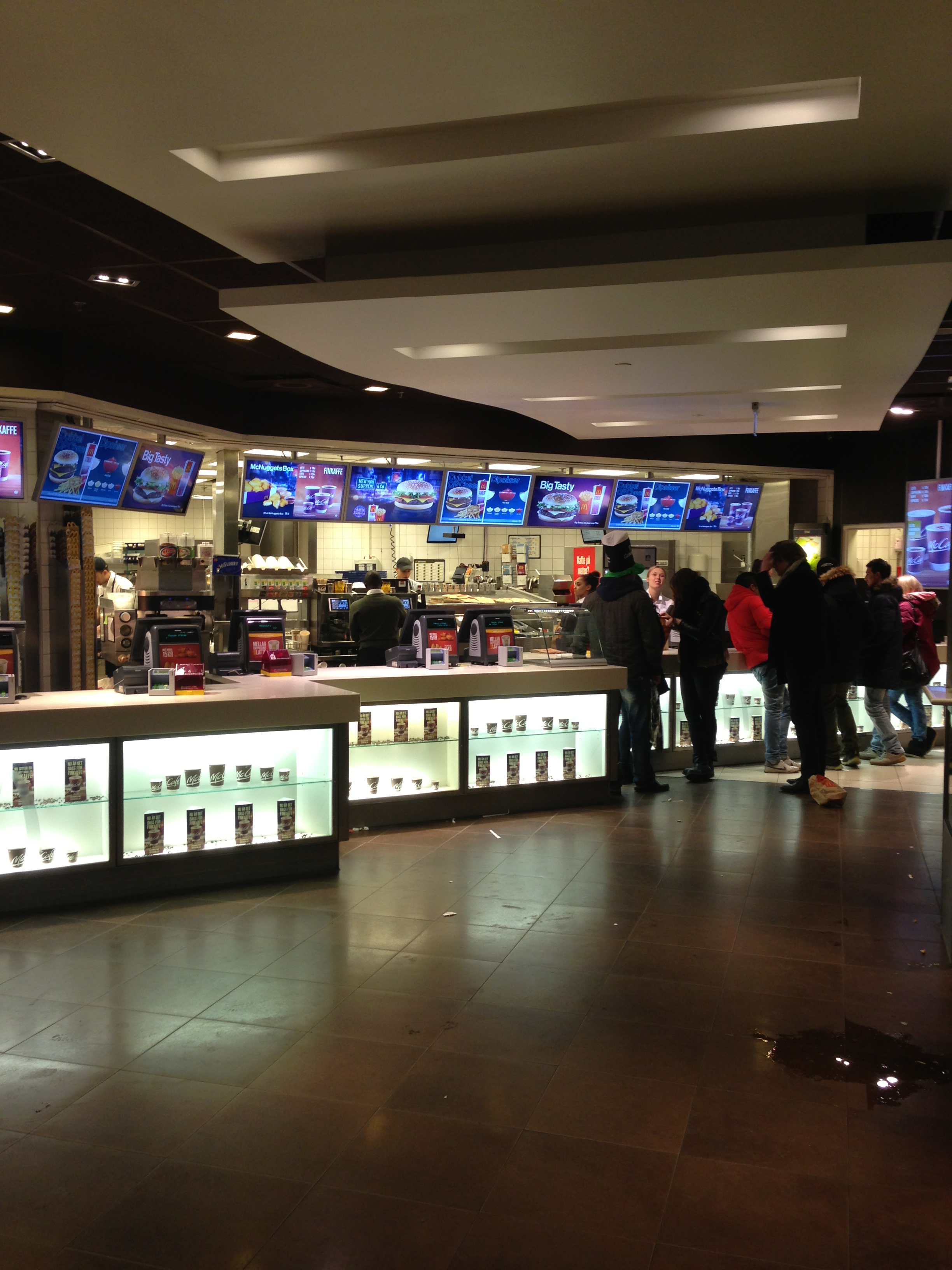
Dans un restaurant McDonald's ouvert de nuit à Göteborg en Suède.

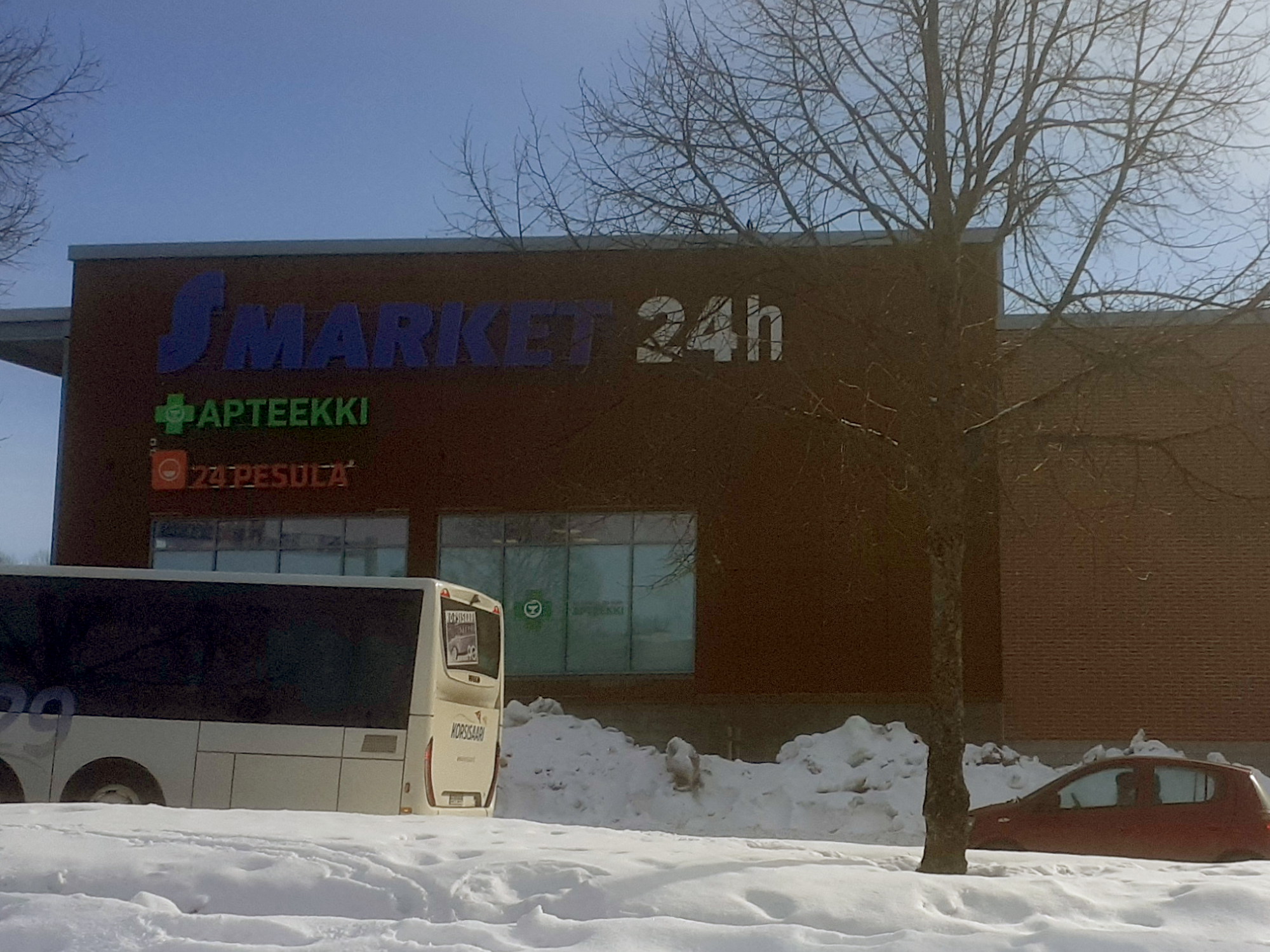
Épicerie S-market ouverte 24h/24 et 7j/7 à Klaukkala en Finlande.

24/7 est l'abréviation  pour « 24 heures sur 24, 7 jours sur 7 ». Dans le commerce et l'industrie, cela signifie que le service est dans l'idéal toujours disponible, quels que soient le jour et l'heure. Il est le plus souvent offert par les supermarchés, les guichets automatiques, les stations-service, les restaurants, la conciergerie et les centres de traitement des données, voire les chaînes de télévision. En pratique, ce service peut cesser lors d'un jour férié.

## Description
Le premier usage connu de cette expression est attribué au joueur de basketball Jerry Reynolds, qui a décrit son tir en suspension comme étant « bon 24 heures par jour, sept jours par semaine, 365 jours par année »,.
L'expression « 24/7/365 » («… 365 jours sur 365 ») désigne un service actif tout au long de l'année à l'instar de la police, les pompiers et plusieurs services de santé (infirmières libérales, ambulances, hôpitaux et centres de désintoxication, entre autres).

## Dans la culture
24-7 est aussi le nom d'une chaîne de supermarchés dans l'État fictif de San Andreas tel que décrit dans le jeu vidéo Grand Theft Auto: San Andreas. C'est un jeu de mots qui rappelle 7-Eleven, une chaîne de magasins de proximité qui a un logotype similaire.
En France, on utilise fréquemment l’abréviation « 24h/24, 7j/7 ». Au XXIe siècle, l'expression « H24 » est apparue pour signifier « toute la journée ».

### Citations originales
1. ↑  (en) « good 24 hours a day, seven days a week, 365 days a year »